# Aphonopelma apacheum
Aphonopelma apacheum är en spindelart som beskrevs av Chamberlin 1940. Aphonopelma apacheum ingår i släktet Aphonopelma och familjen fågelspindlar. Inga underarter finns listade i Catalogue of Life.